# Tour de Pologne 2006
La 63e édition du Tour de Pologne a eu lieu du 4 au 10 septembre 2006. Il s'agissait de la 24e épreuve de l'UCI ProTour 2006. L'Allemand Stefan Schumacher (Gerolsteiner), vainqueur des deux dernières étapes, a remporté l'épreuve.

## Récit
L'Allemand Stefan Schumacher remporte ce Tour de Pologne ainsi que les 6e et 7e étapes de ce Tour quelques semaines après avoir remporté l'Eneco Tour. Il gagne ainsi sa seconde course à étapes classée au ProTour, à tout juste 25 ans.
Le Polonais Bartosz Huzarski, remporte quant à lui le classement de la montagne, avec 50 points engrangés. Wouter Weylandt de la Quick-Step se classe 1er au classement par points. Enfin, c'est l'équipe française du Crédit agricole qui se classe meilleure équipe du Tour.

## Parcours et étapes
| Détail    | Date         | Villes étapes            | Distance | Vainqueur d'étape | Leader du classement général |
| 1re étape | 4 septembre  | Pułtusk - Olsztyn        | 214      | Max van Heeswijk  | Max van Heeswijk             |
| 2e étape  | 5 septembre  | Ostroda - Elbląg         | 123      | Daniele Bennati   | Wouter Weylandt              |
| 3e étape  | 6 septembre  | Gdansk - Toruń           | 225      | Fabrizio Guidi    | Fabrizio Guidi               |
| 4e étape  | 7 septembre  | Bydgoszcz - Poznań       | 183      | Daniele Bennati   | Daniele Bennati              |
| 5e étape  | 8 septembre  | Legnica - Jelenia Gora   | 192      | Stéphane Augé     | Daniele Bennati              |
| 6e étape  | 9 septembre  | Szczawno-Zdrój - Karpacz | 162      | Stefan Schumacher | Stefan Schumacher            |
| 7e étape  | 10 septembre | Jelenia Gora - Karpacz   | 126      | Stefan Schumacher | Stefan Schumacher            |

## Classements finals

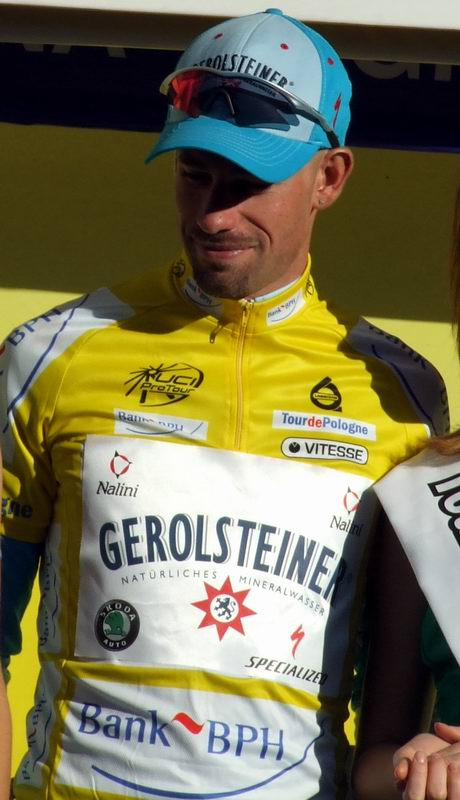
Stefan Schumacher en maillot jaune de leader

### Classement général
|     | Cycliste             | Pays      | Équipe          | Temps            |
| --- | -------------------- | --------- | --------------- | ---------------- |
| 1   | Stefan Schumacher    | Allemagne | Gerolsteiner    | 31 h 09 min 41 s |
| 2   | Cadel Evans          | Australie | Silence-Lotto   | + 18 s           |
| 3   | Alessandro Ballan    | Italie    | Lampre-Fondital | + 31 s           |
| 4   | Marek Rutkiewicz     | Pologne   | Intel-Action    | + 31 s           |
| 5   | Alexandr Kolobnev    | Russie    | Rabobank        | + 39 s           |
| 6   | Alexandre Botcharov  | Russie    | Crédit agricole | + 40 s           |
| 7   | Cristian Moreni      | Italie    | Cofidis         | + 45 s           |
| 8   | Vincenzo Nibali      | Italie    | Liquigas        | + 52 s           |
| 9   | Marzio Bruseghin     | Italie    | Lampre-Fondital | + 56 s           |
| DSQ | Leonardo Bertagnolli | Italie    | Cofidis         | + 1 min 01 s     |

| Pos | Coureur         | Équipe                | Pts |
| --- | --------------- | --------------------- | --- |
|     | Wouter Weylandt | Quick Step-Innergetic | 81  |
| 2   | Daniele Bennati | Lampre-Fondital       | 74  |
| 3   | Fabrizio Guidi  | Phonak                | 72  |

| Pos | Coureur          | Équipe          | Pts |
| --- | ---------------- | --------------- | --- |
|     | Bartosz Huzarski | Intel-Action    | 50  |
| 2   | Joost Posthuma   | Rabobank        | 37  |
| 3   | Marzio Bruseghin | Lampre-Fondital | 31  |

| Pos | Coureur        | Équipe                | Pts |
| --- | -------------- | --------------------- | --- |
|     | Marcin Osinski | Intel-Action          | 15  |
| 2   | Guido Trenti   | Quick Step-Innergetic | 6   |
| 3   | Sven Krauss    | Gerolsteiner          | 5   |

| Pos | Équipe                         | Temps               |
| --- | ------------------------------ | ------------------- |
| 1   | Crédit agricole                | en 93 h 31 min 22 s |
| 2   | Cofidis                        | + 1 min 53 s        |
| 3   | Caisse d'Épargne-Illes Balears | + 4 min 12 s        |

## Les étapes

### 1reétape
La première étape s'est déroulée le 4 septembre.
|     | Cycliste                 | Pays     |    | Temps           |
| --- | ------------------------ | -------- | -- | --------------- |
| 1.  | Max van Heeswijk         | Pays-Bas | en | 5 h 55 min 34 s |
| 2.  | Fabrizio Guidi           | Italie   | +  | m.t.            |
| 3.  | Wouter Weylandt          | Belgique |    | m.t.            |
| 4.  | Alessandro Ballan        | Italie   |    | m.t.            |
| 5.  | Jaan Kirsipuu            | Estonie  |    | m.t.            |
| 6.  | Kristof Szczawinski (pl) | Pologne  |    | m.t.            |
| 7.  | Peter Wrolich            | Autriche |    | m.t.            |
| 8.  | Peter Luttenberger       | Autriche |    | m.t.            |
| 9.  | Alexandr Kolobnev        | Russie   |    | m.t.            |
| 10. | Luciano Pagliarini       | Brésil   |    | m.t.            |

|     | Cycliste           | Pays      |    | Temps           |
| --- | ------------------ | --------- | -- | --------------- |
| 1.  | Max van Heeswijk   | Pays-Bas  | en | 5 h 55 min 24 s |
| 2.  | Fabrizio Guidi     | Italie    | +  | 4 s             |
| 3.  | Wouter Weylandt    | Belgique  |    | 6 s             |
| 4.  | Luciano Pagliarini | Brésil    |    | 6 s             |
| 5.  | Bram de Groot      | Pays-Bas  |    | 8 s             |
| 6.  | Lars Michaelsen    | Danemark  |    | 9 s             |
| 7.  | Preben Van Hecke   | Belgique  |    | 9 s             |
| 8.  | Eric Baumann       | Allemagne |    | 9 s             |
| 9.  | Alessandro Ballan  | Italie    |    | 10 s            |
| 10. | Jaan Kirsipuu      | Estonie   |    | 10 s            |

### 2eétape
La 2e étape s'est déroulée le 5 septembre.
|     | Cycliste           | Pays     |    | Temps           |
| --- | ------------------ | -------- | -- | --------------- |
| 1.  | Daniele Bennati    | Italie   | en | 2 h 54 min 49 s |
| 2.  | Wouter Weylandt    | Belgique | +  | m.t.            |
| 3.  | José Joaquín Rojas | Espagne  |    | m.t.            |
| 4.  | Alexei Markov      | Russie   |    | m.t.            |
| 5.  | Sébastien Hinault  | France   |    | m.t.            |
| 6.  | Koen de Kort       | Pays-Bas |    | m.t.            |
| 7.  | Sébastien Chavanel | France   |    | m.t.            |
| 8.  | Max van Heeswijk   | Pays-Bas |    | m.t.            |
| 9.  | Enrico Gasparotto  | Italie   |    | m.t.            |
| 10. | Simone Cadamuro    | Italie   |    | m.t.            |

|     | Cycliste           | Pays      |    | Temps     |
| --- | ------------------ | --------- | -- | --------- |
| 1.  | Wouter Weylandt    | Belgique  | en | 8 h 513 s |
| 2.  | Max van Heeswijk   | Pays-Bas  | +  | 0 s       |
| 3.  | Daniele Bennati    | Italie    |    | 0 s       |
| 4.  | Fabrizio Guidi     | Italie    |    | 4 s       |
| 5.  | Sven Krauss        | Allemagne |    | 5 s       |
| 6.  | José Joaquín Rojas | Espagne   |    | 6 s       |
| 7.  | Luciano Pagliarini | Brésil    |    | 6 s       |
| 8.  | Frédéric Guesdon   | France    |    | 6 s       |
| 9.  | Christian Müller   | Allemagne |    | 7 s       |
| 10. | Bram de Groot      | Pays-Bas  |    | 8 s       |

### 3eétape
La 3e étape s'est déroulée le 6 septembre.
|     | Cycliste           | Pays           |    | Temps           |
| --- | ------------------ | -------------- | -- | --------------- |
| 1.  | Fabrizio Guidi     | Italie         | en | 5 h 28 min 37 s |
| 2.  | Daniele Bennati    | Italie         | +  | m.t.            |
| 3.  | Koldo Fernández    | Espagne        |    | m.t.            |
| 4.  | Sébastien Hinault  | France         |    | m.t.            |
| 5.  | Enrico Gasparotto  | Italie         |    | m.t.            |
| 6.  | Simone Cadamuro    | Italie         |    | m.t.            |
| 7.  | Wouter Weylandt    | Belgique       |    | m.t.            |
| 8.  | Samuel Dumoulin    | France         |    | m.t.            |
| 9.  | Robert Hunter      | Afrique du Sud |    | m.t.            |
| 10. | Sébastien Chavanel | France         |    | m.t.            |

|     | Cycliste           | Pays      |    | Temps            |
| --- | ------------------ | --------- | -- | ---------------- |
| 1.  | Fabrizio Guidi     | Italie    | en | 14 h 18 min 43 s |
| 2.  | Daniele Bennati    | Italie    | +  | 1 s              |
| 3.  | Wouter Weylandt    | Belgique  |    | 5 s              |
| 4.  | Max van Heeswijk   | Pays-Bas  |    | 7 s              |
| 5.  | Maxim Rudenko      | Ukraine   |    | 10 s             |
| 6.  | Sven Krauss        | Allemagne |    | 12 s             |
| 7.  | José Joaquín Rojas | Espagne   |    | 13 s             |
| 8.  | Koldo Fernández    | Espagne   |    | 13 s             |
| 9.  | Frédéric Guesdon   | France    |    | 13 s             |
| 10. | Christian Müller   | Allemagne |    | 14 s             |

### 4eétape
La 4e étape s'est déroulée le 7 septembre.
|     | Cycliste                   | Pays      |    | Temps           |
| --- | -------------------------- | --------- | -- | --------------- |
| 1.  | Daniele Bennati            | Italie    | en | 4 h 15 min 43 s |
| 2.  | Fabrizio Guidi             | Italie    | +  | m.t.            |
| 3.  | Sébastien Chavanel         | France    |    | m.t.            |
| 4.  | Koldo Fernández            | Espagne   |    | m.t.            |
| 5.  | Jaan Kirsipuu              | Estonie   |    | m.t.            |
| 6.  | Krzysztof Szczawiński (pl) | Pologne   |    | m.t.            |
| 7.  | Wouter Weylandt            | Belgique  |    | m.t.            |
| 8.  | Enrico Gasparotto          | Italie    |    | m.t.            |
| 9.  | Stefan Schumacher          | Allemagne |    | m.t.            |
| 10. | Simone Cadamuro            | Italie    |    | m.t.            |

|     | Cycliste           | Pays      |    | Temps            |
| --- | ------------------ | --------- | -- | ---------------- |
| 1.  | Daniele Bennati    | Italie    | en | 18 h 34 min 17 s |
| 2.  | Fabrizio Guidi     | Italie    | +  | 3 s              |
| 3.  | Wouter Weylandt    | Belgique  |    | 14 s             |
| 4.  | Max van Heeswijk   | Pays-Bas  |    | 16 s             |
| 5.  | Maxim Rudenko      | Ukraine   |    | 19 s             |
| 6.  | Sven Krauss        | Allemagne |    | 21 s             |
| 7.  | Sébastien Chavanel | France    |    | 22 s             |
| 8.  | Koldo Fernández    | Espagne   |    | 22 s             |
| 9.  | Frédéric Guesdon   | France    |    | 22 s             |
| 10. | Enrico Gasparotto  | Italie    |    | 23 s             |

### 5eétape
La 5e étape s'est déroulée le 8 septembre entre Legnica et Jelenia Góra sur 192 km.
|     | Cycliste          | Pays       |    | Temps           |
| --- | ----------------- | ---------- | -- | --------------- |
| 1.  | Stéphane Augé     | France     | en | 4 h 58 min 10 s |
| 2.  | Aaron Olsen       | États-Unis | +  | m.t.            |
| 3.  | Max van Heeswijk  | Pays-Bas   |    | 21 s            |
| 4.  | Koldo Fernández   | Espagne    |    | m.t.            |
| 5.  | Wouter Weylandt   | Belgique   |    | m.t.            |
| 6.  | Daniele Bennati   | Italie     |    | m.t.            |
| 7.  | Enrico Gasparotto | Italie     |    | m.t.            |
| 8.  | Fabrizio Guidi    | Italie     |    | m.t.            |
| 9.  | Marek Rutkiewicz  | Pologne    |    | m.t.            |
| 10. | Jens Voigt        | Allemagne  |    | m.t.            |

|     | Cycliste          | Pays        |    | Temps            |
| --- | ----------------- | ----------- | -- | ---------------- |
| 1.  | Daniele Bennati   | Italie      | en | 23 h 32 min 48 s |
| 2.  | Fabrizio Guidi    | Italie      | +  | 3 s              |
| 3.  | Max van Heeswijk  | Pays-Bas    |    | 12 s             |
| 4.  | Wouter Weylandt   | Belgique    |    | 14 s             |
| 5.  | Koldo Fernández   | Espagne     |    | 22 s             |
| 6.  | Enrico Gasparotto | Italie      |    | 23 s             |
| 7.  | Bram Tankink      | Pays-Bas    |    | 26 s             |
| 8.  | Arnaud Labbe      | France      |    | 26 s             |
| 9.  | Yuriy Krivtsov    | Ouzbékistan |    | 26 s             |
| 10. | Alessandro Ballan | Italie      |    | 26 s             |

### 6eétape
La 6e étape s'est déroulée le 9 septembre.
|     | Cycliste            | Pays      |    | Temps           |
| --- | ------------------- | --------- | -- | --------------- |
| 1.  | Stefan Schumacher   | Allemagne | en | 4 h 19 min 39 s |
| 2.  | Fabian Wegmann      | Allemagne | +  | 2 s             |
| 3.  | Cadel Evans         | Australie |    | 4 s             |
| 4.  | Alessandro Ballan   | Italie    |    | 6 s             |
| 5.  | Marek Rutkiewicz    | Pologne   |    | m.t.            |
| 6.  | Alexandr Kolobnev   | Russie    |    | 14 s            |
| 7.  | Vladimir Efimkin    | Russie    |    | m.t.            |
| 8.  | Alexandre Botcharov | Russie    |    | m.t.            |
| 9.  | Nicolas Vogondy     | France    |    | 18 s            |
| 10. | Cristian Moreni     | Italie    |    | 20 s            |

|     | Cycliste            | Pays      |    | Temps            |
| --- | ------------------- | --------- | -- | ---------------- |
| 1.  | Stefan Schumacher   | Allemagne | en | 27 h 52 min 43 s |
| 2.  | Cadel Evans         | Australie | +  | 10 s             |
| 3.  | Alessandro Ballan   | Italie    |    | 16 s             |
| 4.  | Marek Rutkiewicz    | Pologne   |    | 16 s             |
| 5.  | Alexandr Kolobnev   | Russie    |    | 24 s             |
| 6.  | Alexandre Botcharov | Russie    |    | 24 s             |
| 7.  | Cristian Moreni     | Italie    |    | 30 s             |
| 8.  | Marzio Bruseghin    | Italie    |    | 41 s             |
| 9.  | Jens Voigt          | Allemagne |    | 43 s             |
| 10. | Vincenzo Nibali     | Italie    |    | 46 s             |

### 7eétape
La 7e étape s'est déroulée le 10 septembre.
|     | Cycliste            | Pays      |    | Temps           |
| --- | ------------------- | --------- | -- | --------------- |
| 1.  | Stefan Schumacher   | Allemagne | en | 3 h 17 min 08 s |
| 2.  | Vincenzo Nibali     | Italie    | +  | 2 s             |
| 3.  | Cadel Evans         | Australie |    | m.t.            |
| 4.  | Alexandre Botcharov | Russie    |    | 5 s             |
| 5.  | Przemysław Niemiec  | Pologne   |    | m.t.            |
| 6.  | Alessandro Ballan   | Italie    |    | m.t.            |
| 7.  | Gorazd Štangelj     | Slovénie  |    | m.t.            |
| 8.  | Marek Rutkiewicz    | Pologne   |    | m.t.            |
| 9.  | Vladimir Efimkin    | Russie    |    | m.t.            |
| 10. | Alexandr Kolobnev   | Russie    |    | m.t.            |

|     | Cycliste             | Pays      |    | Temps            |
| --- | -------------------- | --------- | -- | ---------------- |
| 1.  | Stefan Schumacher    | Allemagne | en | 31 h 09 min 41 s |
| 2.  | Cadel Evans          | Australie | +  | 18 s             |
| 3.  | Alessandro Ballan    | Italie    |    | 31 s             |
| 4.  | Marek Rutkiewicz     | Pologne   |    | 31 s             |
| 5.  | Alexandr Kolobnev    | Russie    |    | 39 s             |
| 6.  | Alexandre Botcharov  | Russie    |    | 40 s             |
| 7.  | Cristian Moreni      | Italie    |    | 45 s             |
| 8.  | Vincenzo Nibali      | Italie    |    | 52 s             |
| 9.  | Marzio Bruseghin     | Italie    |    | 56 s             |
| DSQ | Leonardo Bertagnolli | Italie    |    | 1 min 01 s       |

## Évolution des classements
| Étape (Vainqueur)            | Classement général | Classement de la montagne | Classement par points | Classement sprints | Classement par équipes |
| ---------------------------- | ------------------ | ------------------------- | --------------------- | ------------------ | ---------------------- |
| 1re étape (Max van Heeswijk) | Max van Heeswijk   | non décerné               | Max van Heeswijk      | Marcin Osinski     | Discovery Channel      |
| 2e étape (Daniele Bennati)   | Wouter Weylandt    | Sven Krauss               | Wouter Weylandt       | Marcin Osinski     | Discovery Channel      |
| 3e étape (Fabrizio Guidi)    | Fabrizio Guidi     | Sven Krauss               | Wouter Weylandt       | Marcin Osinski     | Discovery Channel      |
| 4e étape (Daniele Bennati)   | Daniele Bennati    | Sven Krauss               | Wouter Weylandt       | Marcin Osinski     | Discovery Channel      |
| 5e étape (Stéphane Augé)     | Daniele Bennati    | Aaron Olsen               | Wouter Weylandt       | Marcin Osinski     | Cofidis                |
| 6e étape (Stefan Schumacher) | Stefan Schumacher  | Joost Posthuma            | Wouter Weylandt       | Marcin Osinski     | Crédit agricole        |
| 7e étape (Stefan Schumacher) | Stefan Schumacher  | Bartosz Huzarski          | Wouter Weylandt       | Marcin Osinski     | Crédit agricole        |
| Classements finals           | Stefan Schumacher  | Bartosz Huzarski          | Wouter Weylandt       | Marcin Osinski     | Crédit agricole        |